# Stefanos Siontis
Stefanos Siontis (Ioánina, Grecia, 4 de septiembre de 1987) es un futbolista griego. Juega de defensa y su equipo actual es el Doxa Katokopia de la Primera División de Chipre.

## Biografía
Stefanos Siontis puede jugar de defensa o de centrocampista defensivo.
Empezó su carrera futbolística en las categorías inferiores del Panathinaikos. En 2005 pasa a formar parte de la primera plantilla del club, aunque no dispune de oportunidades de jugar. El equipo decide cederlo para que gane experiencia, con lo que Siontis recala en el Ethnikos Asteras F.C. y un año más tarde en el Kerkira F.C..
En 2008 regresa al Panathinaikos. Debuta en la Super Liga de Grecia el 1 de noviembre en un partido contra el Panionios.

## Selección nacional
Nunca ha sido internacional con la selección absoluta, aunque sí con la Selección griega sub-21.

## Clubes
| Club                  | País   | Año        |
| --------------------- | ------ | ---------- |
| P.A.E. Panathinaikos  | Grecia | 2005       |
| Ethnikos Asteras F.C. | Grecia | 2006-2007  |
| Kerkira F.C.          | Grecia | 2007-2008  |
| P.A.E. Panathinaikos  | Grecia | 2008- 2009 |
| AO Kavala             | Grecia | 2009-2011  |
| Panetolikos FC        | Grecia | 2011-2012  |
| Doxa Katokopia        | Chipre | 2012-      |